# Духновский, Николай Иванович
Никола́й Ива́нович Духно́вский (1908—1999) — советский и украинский театральный художник, Заслуженный деятель искусств УССР (1954). Руководитель мастерской театрально-декорационной живописи в Киевском художественном институте, профессор.

## Биография
Родился 25 октября 1908 года в Варшаве (ныне Польша).
В 1931 году окончил театрально-кинематографический факультет КГХИ. Главный художник КТРД имени Леси Украинки (1934 - 1962). Член ВКП(б) с 1948 года. Член СХ СССР.
Умер 15 октября 1999 года в Киеве.
Жена — актриса Гаврильченко, Юлия Филипповна.

## Награды и звания
- медаль «За трудовое отличие» (30.06.1951)[2];
- заслуженный деятель искусств УССР (1954);
- орден Трудового Красного Знамени (24.11.1960).

## Спектакли
- 1936 — «Слава» В. М. Гусева
- 1940 — «Живой труп» Л. Н. Толстого
- 1943 — «Нашествие» Л. М. Леонова
- 1946 — «Дети солнца» М. Горького
- 1950 — «Чайка» А. П. Чехова
- 1952 — «Мёртвые души» Н. В. Гоголя
- 1953 — «Совесть» Ю. П. Чепурина
- 1956 — «Мораль пани Дульской» Г. Запольской
- 1957 — «Огненный мост» Б. С. Ромашова
- 1959 — «Юность Поли Вихровой» по Л. М. Леонова (1959); «Песня под звёздами» В. Н. Собко (1959).